# Янчик оливковий
Я́нчик оливковий (Pteruthius xanthochlorus) — вид горобцеподібних птахів родини віреонових (Vireonidae). Мешкає переважно в Гімалаях.

## Опис
Довжина птаха становить 13 см. У самців верхня частина тіла оливково-зелена, голова сіра, горло і груди бліді, попелясто-сірі, живіт жовтий. На тімені чорна пляма. Самиця має дещо тьмяніше забарвлення, її тім'я сіре.

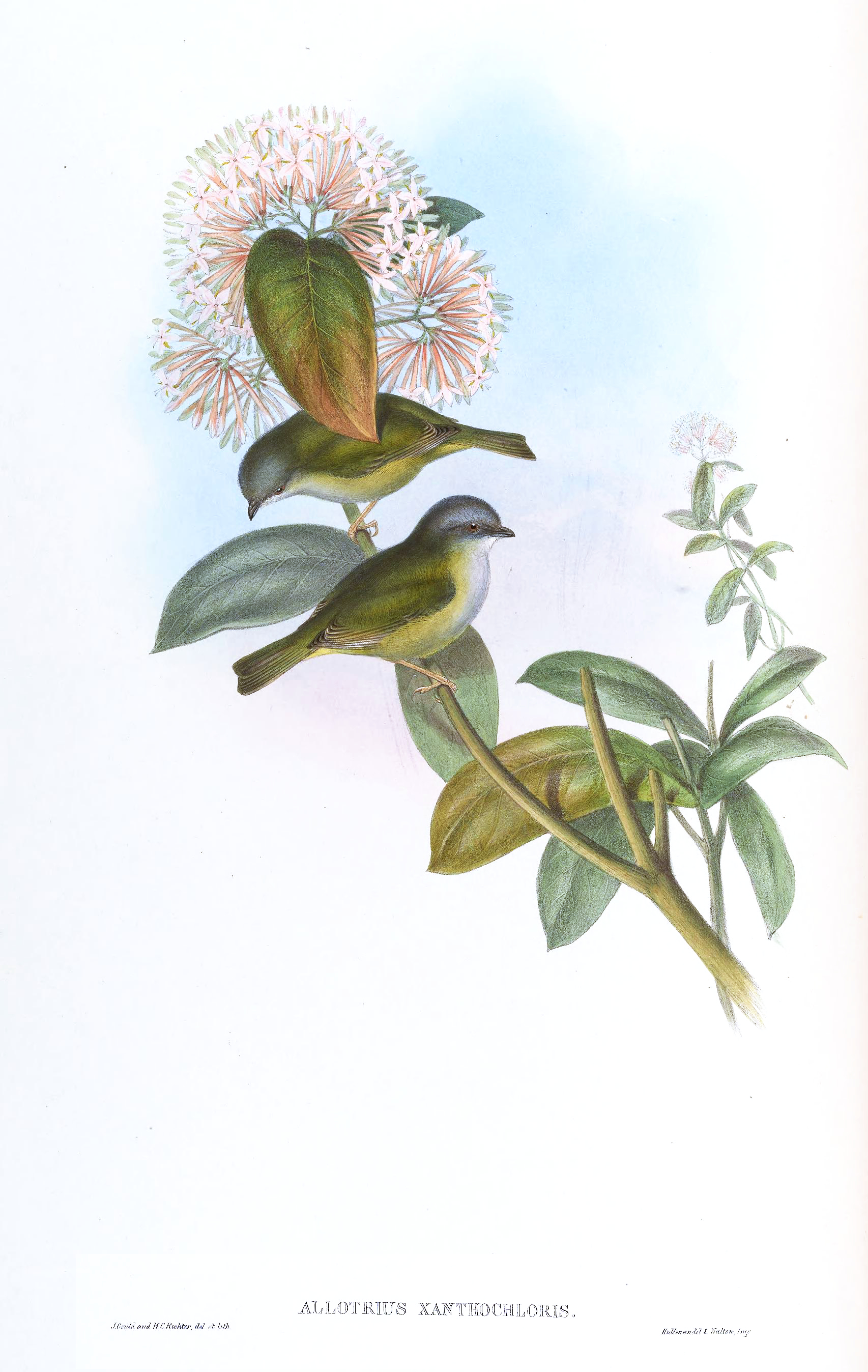
Оливкові янчики

## Підвиди
Виділяють чотири підвиди:
- P. x. occidentalis Harington, 1913 — від північно-східного Пакистану до західного Непалу;
- P. x. xanthochlorus Gray, JE & Gray, GR, 1847 — від східного Непалу до північно-східної Індії;
- P. x. hybrida Harington, 1913 — від північно-східної Індії до західної М'янми;
- P. x. pallidus (David, A, 1871) — від північної М'янми до південно-східного Китаю.

## Поширення і екологія
Оливкові янчики поширені в Пакистані, Індії, Непалі, Бутані, Китаї та М'янмі. Вони живуть в широколистяних і хвойних гірських лісах. Зустрічаються на висоті від 2100 до 3000 м над рівнем моря. Деякі популяції взику мігрують в долини.

## Поведінка
Оливкові янчики живляться переважно комахами, а також ягодами і насінням. Гніздяться в травні-червні.